# Чивитела Чези (Витербо)
Чивитела Чези је насеље у Италији у округу Витербо, региону Лацио.
Према процени из 2011. у насељу је живело 311 становника. Насеље се налази на надморској висини од 198 м.